# Distrikt Rocchacc
Der Distrikt Rocchacc liegt in der Provinz Chincheros in der Region Apurímac in Zentral-Peru. Der Distrikt wurde am 20. Dezember 2015 aus Teilen des Distrikts Ongoy gebildet. Er hat eine Fläche von 55,1 km². Beim Zensus 2017 wurden 2822 Einwohner gezählt. Die Distriktverwaltung befindet sich in der auf einer Höhe von etwa 3025 m gelegenen Ortschaft Rocchacc mit 910 Einwohnern (Stand 2017). Rocchacc liegt knapp 16 km ostnordöstlich der Provinzhauptstadt Chincheros.

## Geographische Lage
Der Distrikt Rocchacc liegt im Andenhochland im zentralen Nordosten der Provinz Chincheros. Er misst etwa 9 km in Nord-Süd- sowie in Ost-West-Richtung.
Der Distrikt Rocchacc grenzt im Westen und im Norden an den Distrikt Ongoy, im äußersten Nordosten an den Distrikt El Porvenir, im Osten an den Distrikt Ocobamba, im Süden an den Distrikt Ranracancha sowie im äußersten Südwesten an den Distrikt Anco Huallo.